# ק
La kuf en hebreo moderno es la decimonovena letra del alfabeto hebreo. El sonido de esta letra es una "k enfática", /kˁ/ en el IPA , o una glotal-uvular /q/. Equivale a la letra fenicia qop (𐤒). En la gematría hebrea tiene el valor numérico de 100.

## Escritura
La kuf tiene la particularidad de ser la única letra de la escritura hebrea que en su forma normal tiene un asta descendente. No obstante cuatro de las cinco letras sofit (formas finales de letras) también tienen descendente: ך ן ף ץ.
| Variantes ortográficas | Variantes ortográficas | Variantes ortográficas | Variantes ortográficas | Variantes ortográficas |
| Fuentes                | Fuentes                | Fuentes                | Cursivo                | Rashi                  |
| Serif                  | Sans-serif             | Monospaced             | Cursivo                | Rashi                  |
| ---------------------- | ---------------------- | ---------------------- | ---------------------- | ---------------------- |
| ק                      | ק                      | ק                      |                        |                        |

## Pronunciación
En hebreo israelí moderno, la letra también se llama kuf  y representa /k/ ; es decir, no se hace distinción entre las pronunciaciones de qof y kaf.
Sin embargo, muchos grupos históricos sí han hecho esa distinción, siendo qof pronunciado como una oclusiva uvular sorda [q] por los judíos iraquíes y otros mizrajíes, o incluso como [ɡ] por judíos yemenitas bajo la influencia del árabe yemení.
Para los nombres bíblicos (derivados del latín desde el griego bíblico) que contienen esta letra pueden representarla como c o k, por ejemplo, Caín para Qayin, o Cainán para Qenan (Génesis 4:1, 5:9).
Qof se translitera consistentemente al griego clásico con la letra kappa, no aspirada,〈κ〉/k/ kappa, mientras que Kaph (ambos alófonos) se translitera a menudo con la letra chi,〈χ〉/kʰ/. Por lo tanto se usaba qoph para la /k/ no aspirada mientras kaph para la aspirada /kʰ/, no obstante esta distinción ya no está presente. Además, sabemos que qoph es una de las consonantes enfáticas en comparación con otras lenguas semíticas y muy probablemente era eyectiva /kʼ/. En árabe las enfáticas son faríngeas y esto provoca una preferencia por el uso de las vocales posteriores, pero esto no se muestra en la ortografía hebrea. Aunque las guturales muestran preferencia por ciertas vocales, las enfáticas hebreas no lo hacen en el hebreo tiberiano (el dialecto hebreo registrado con vocales) y, por lo tanto, lo más probable es que no fueran faringeas, sino eyectivas. Es posible que la faringalización sea un resultado de la arabización.

## Significado
Kuf en gematría representa el número 100. 
Sara es descrita en el Génesis Rabba como בת ק' כבת כ' שנה לחטא  literalmente "A qof años de edad, ella era como kaf años de edad en pecado", lo que significa que cuando tenía 100 años, estaba tan sin pecado como cuando tenía 20.

## Unicode
| Carácter      | ק                 | ק                 |
| ------------- | ----------------- | ----------------- |
| Unicode       | HEBREW LETTER QOF | HEBREW LETTER QOF |
| Codificación  | decimal           | hex               |
| Unicode       | 1511              | U+05E7            |
| UTF-8         | 215 167           | D7 A7             |
| Ref. numérica | &#1511;           | &#x5E7;           |